# 이사 유수프 알프테킨

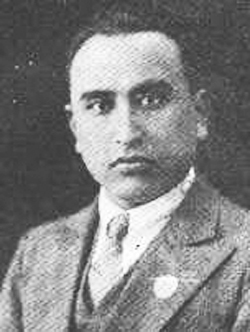

이사 유수프 알프테킨(위구르어: ئەيسا يۈسۈپ ئالپتېكىن, Eysa Yusup Alptekin 에이사 유수프 알프테킨, 튀르키예어: İsa Yusuf Alptekin, 중국어: 艾薩·玉素甫·阿布甫泰肯, 1901년~1995년 12월 17일)은 동튀르키스탄의 정치인이다.
중국 신장성 정부에서 근무했으며 1926년에는 소련 안디잔 영사관 직원으로 근무했다. 1931년 하미시에서 일어난 반란으로 인해 신장성 수반을 역임하고 있던 진수런(金樹仁)이 실각한 이후에는 난징 국민정부에 신장의 폭정을 고발했다.
난징에서 중국어 잡지 《변탁》(邊鐸), 《천산》(天山)에서 신장의 정세를 보도하면서 신장의 자치권 확대를 주장했다. 1936년에는 중화민국 국민대회 의원으로 선출되었다. 1944년 동튀르키스탄 제2공화국 정부와 중국 국민당 간의 협의에 따라 수립된 신장성 연합정부(新疆省 聯合政府)에서 국민당 대표를 역임했다. 1947년에는 신장성 연합정부의 비서를 역임했다.
1949년 신장성 정부가 국공 내전에서 승리한 중국 공산당과의 협력을 결의하면서 인도 카슈미르로 망명했고 1954년에는 터키로 망명했다. 터키 이스탄불에서 동튀르키스탄 망명자 협회(튀르키예어: Doğu Türkistan Göçmenler Cemiyeti)를 결성하는 한편 잡지 《동튀르키스탄의 소리》(위구르어: Shärqiy Türkistan awazi, 튀르키예어: Doğu Türkistan Sesi)를 출간했다. 또한 국제 사회에 동튀르키스탄 문제를 호소했다.